# Сейнт Джонс (окръг, Флорида)
Вижте пояснителната страница за други значения на Сейнт Джонс.
Окръг Сейнт Джонс (на английски: St. Johns County) е окръг в щата Флорида, Съединени американски щати. Площта му е 2126 km², а населението - 123 135 души (2000). Административен център е град Сейнт Огустин.